# إيمي ميلر (مخرجة)
إيمي ميلر هي مخرجة كندية، ولدت في 1980 في غريتر سودبوري في كندا.